# Gondola (lotnictwo)

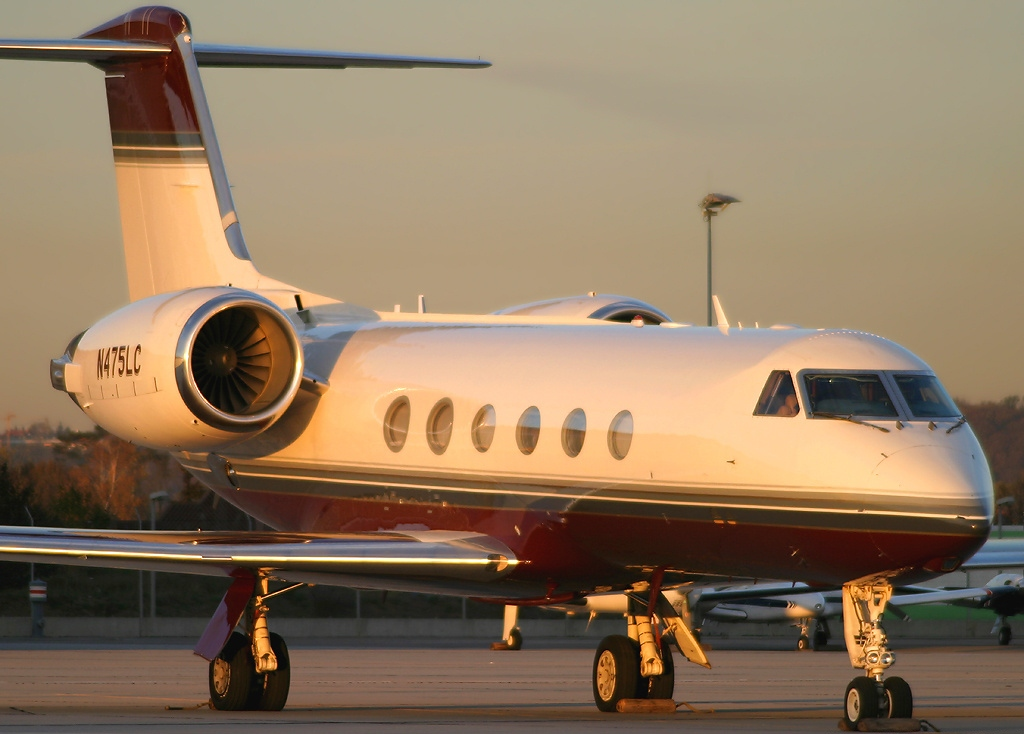
Gondole silnikowe mocowane do kadłuba w samolocie Gulfstream IV-SP

Gondola silników Concorde'a. Legenda:
1. Rampa, 2. Wlot, 3. Klapka, 4. Upust powietrza, 5. Ściana przeciwogniowa, 6. Przegroda, 7. Drzwiczki dostępu do silnika, 8. Mocowanie silnika, 9. Kubeł

Gondola – część konstrukcji samolotu, integralnie związana ze skrzydłem lub kadłubem, ale znajdująca się poza nim, zawierająca silnik (gondola silnikowa) lub ładunek statku powietrznego (gondola pasażerska). W niektórych konstrukcjach, np. w samolotach Farman MF.11 (z 1913 roku), lub w samolocie z czasów II wojny światowej Lockheed P-38 Lightning, kokpit może też znajdować się w gondoli, która wówczas spełnia rolę kadłuba.
Gondola ma kształt aerodynamiczny, który ma wpływ na m.in. zmniejszenie emisji hałasu wytwarzanego przez silnik. Wylot obudowy, w miejscu mieszania się gorącego powietrza z zimnym, może być zakończony szewronem, który dzięki ząbkowanemu zakończeniu zmniejsza hałas.
Montowanie gondoli i silnika pod skrzydłem wiąże się z łatwością dostępu do silnika w celu oględzin przed lotem i ewentualnych napraw. Wielkie niemieckie bombowce z I wojny światowej, Zeppelin Staaken R. IV i następne z tej serii, miały w każdej gondoli (zawierającej dwa silniki, ciągnący i pchający) stanowisko dla obsługującego je mechanika.
W czasie lądowania, po dotknięciu kołami ziemi, ścianki gondoli mogą być otwierane przez pilota w celu wytworzenia przeciwnego ciągu powietrza pomagającego wytracić prędkość. Strumień powietrza z silnika jest wówczas kierowany do przodu (a nie, jak w czasie lotu, do tyłu). Hamowanie silnikami jest podstawową metodą wytracenia prędkości samolotu na mokrej nawierzchni przy znikomej przyczepności.
W gondolach silnika samolotu pozostawionego w hangarze lubią gnieździć się ptaki i pszczoły.

## Etymologia
W języku polskim słowo gondola oznacza małą łódź, i podobnie w angielskim słowo nacelle pochodzi z francuskiego, gdzie także oznacza małą łódź.

Gondole pasażerskie
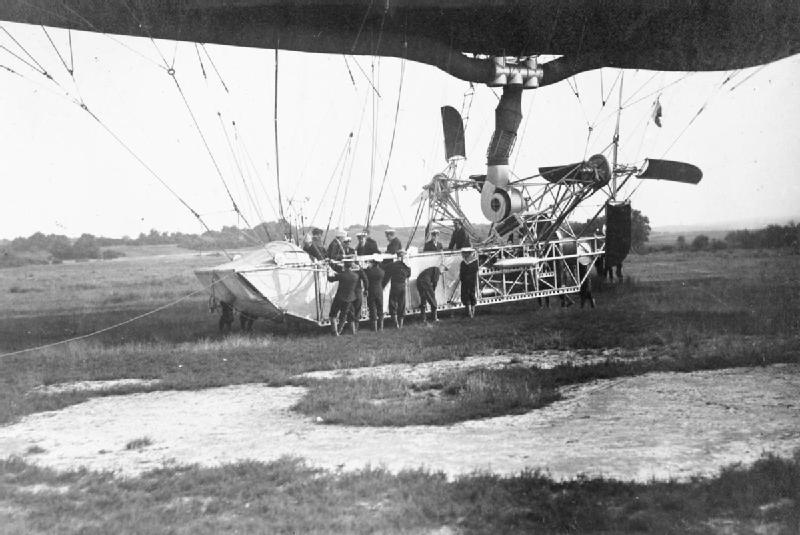
Pasażersko-silnikowa gondola sterowca Parsevala
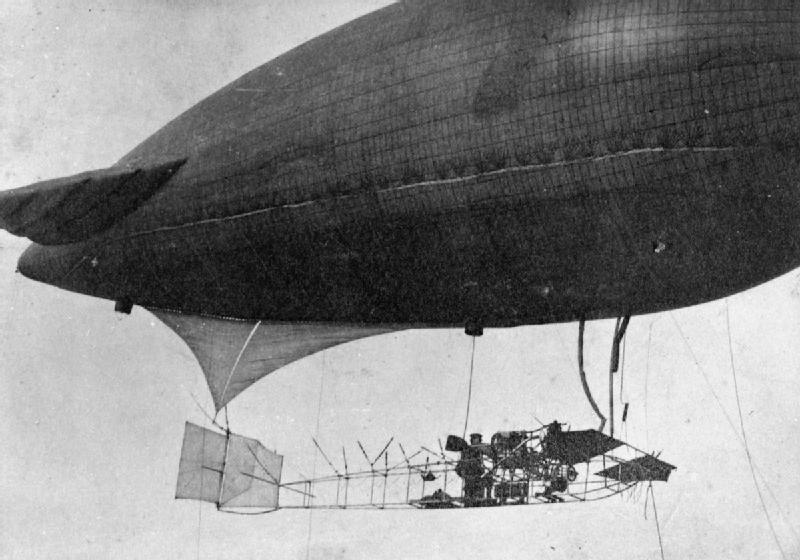
Gondola pod brytyjskim sterowcem Baby
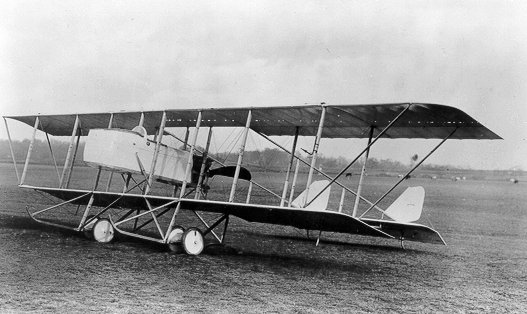
Kokpit w gondoli w samolocie Farman MF.11 z lat 20. XX w.
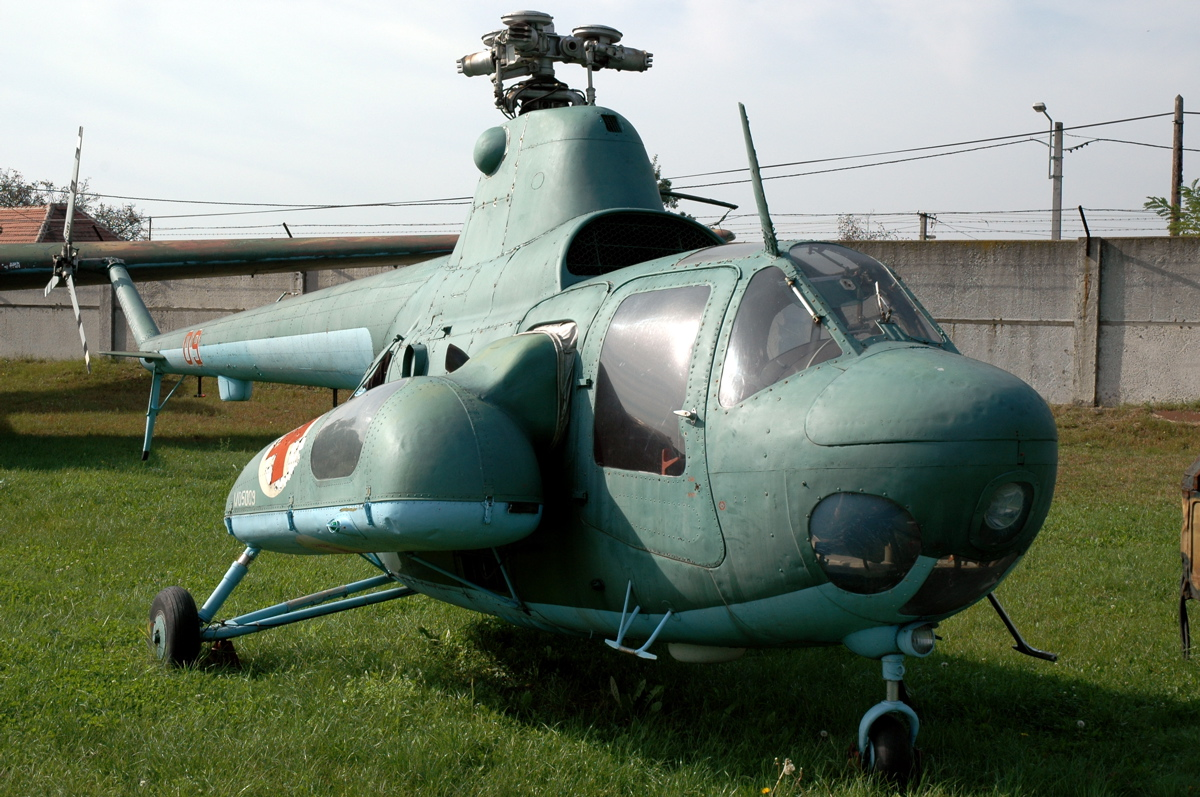
Gondola do transportu chorych na śmigłowcu Mi-1

Gondole silnikowe
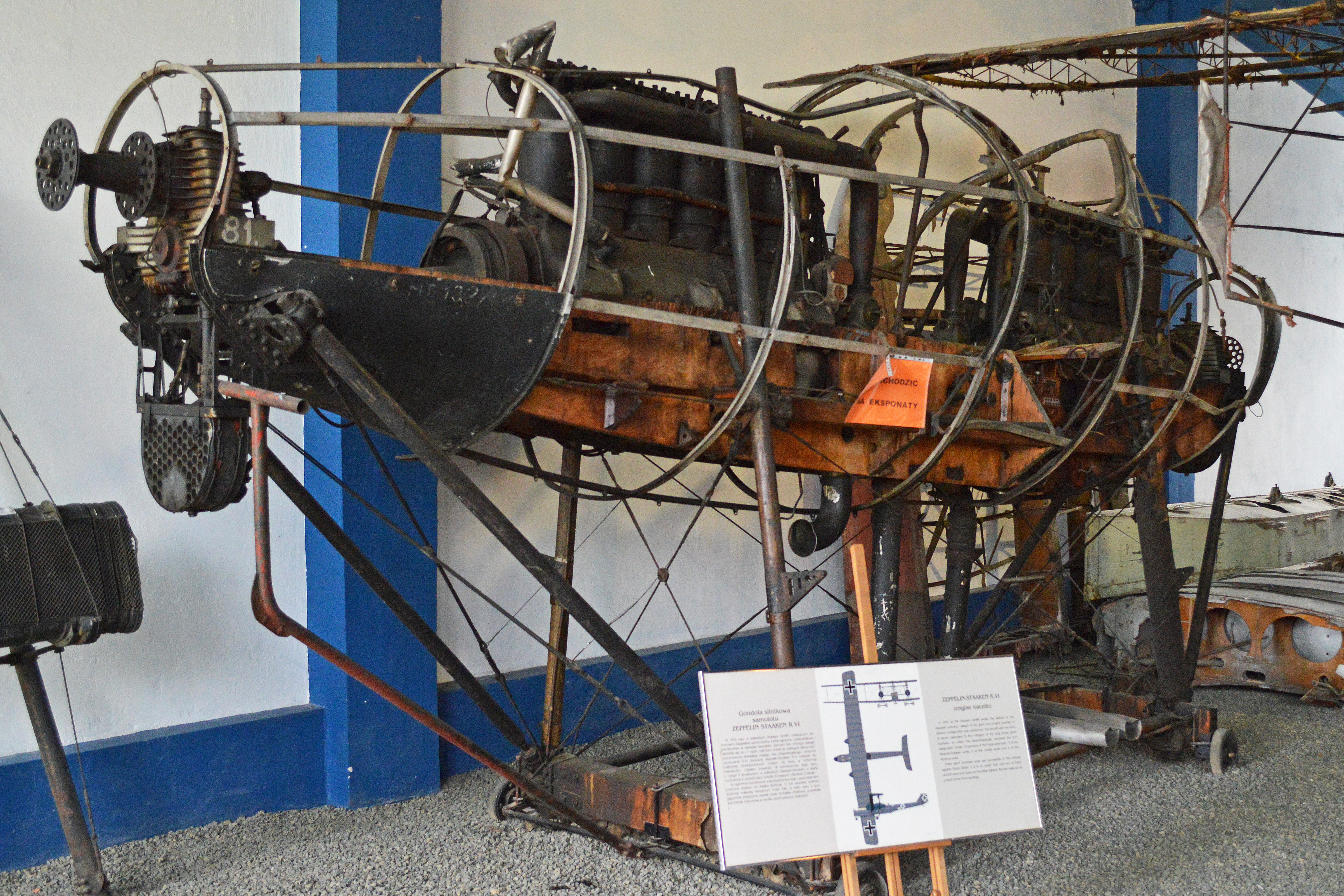
Gondola z dwoma silnikami z bombowca Staaken R.VI w Muzeum Lotnictwa Polskiego
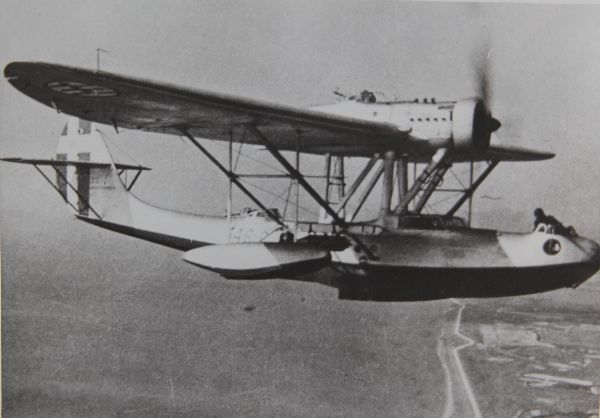
Wodnosamolot CANT Z.501 ze stanowiskiem strzeleckim w gondoli silnikowej
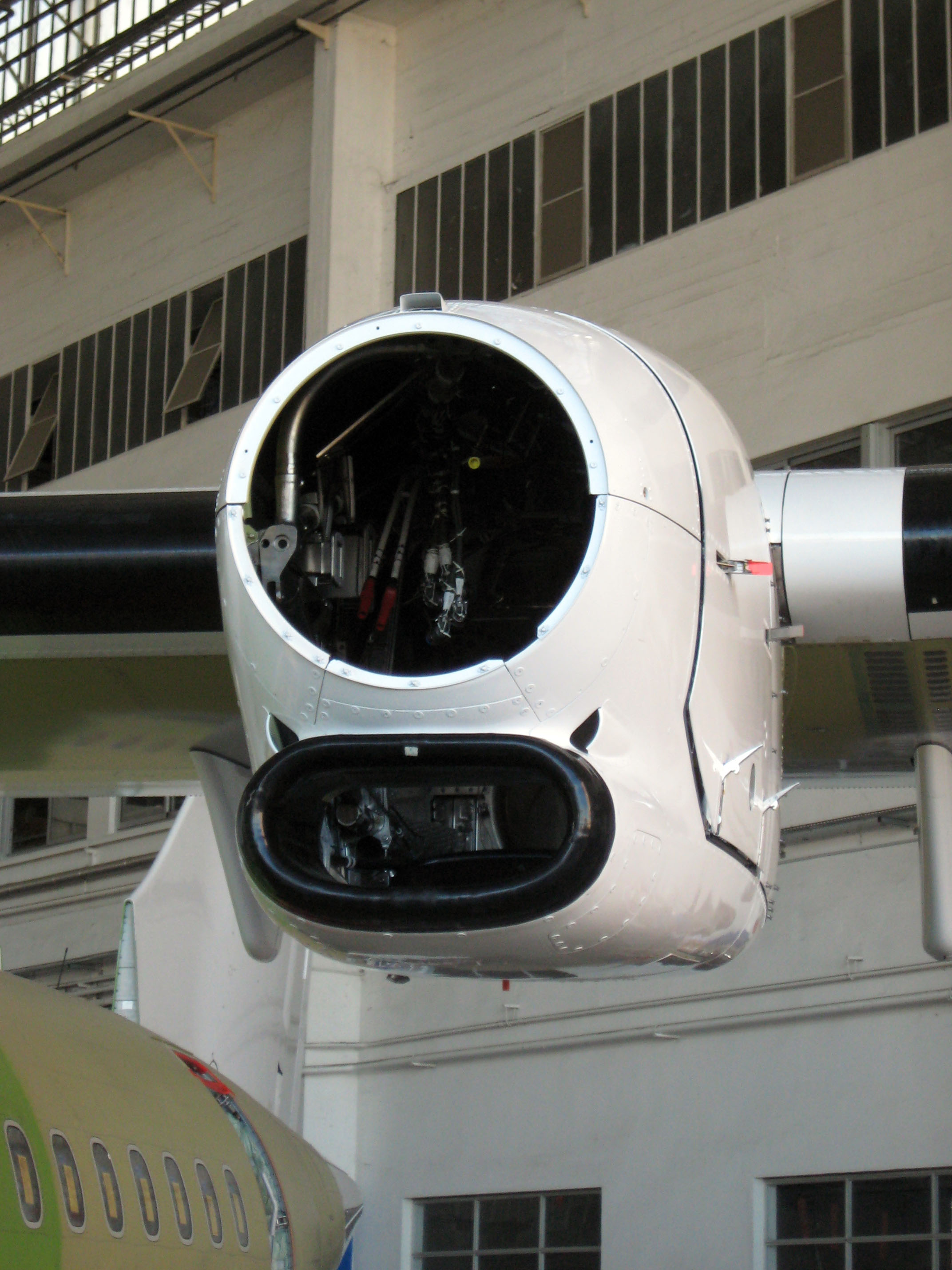
Gondola silnika samolotu typu ATR 72 (widoczna bez śmigła, które powinno znajdować się z przodu)
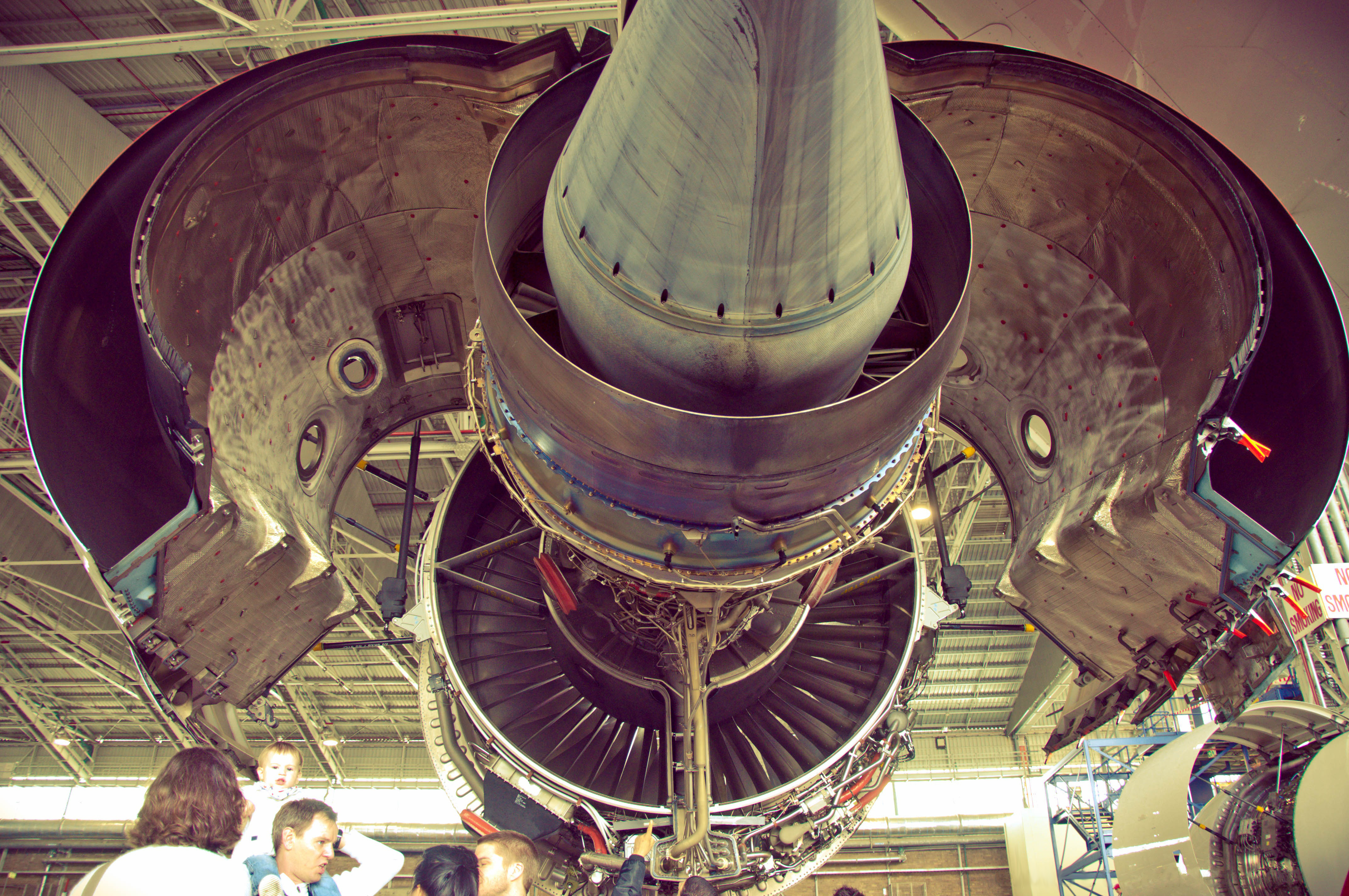
Otwarta gondola silnika VH-OQC Trent 900 samolotu Airbus A380-800